# Rumex papilio
Rumex papilio är en slideväxtart som beskrevs av Cosson & Balansa. Rumex papilio ingår i släktet skräppor, och familjen slideväxter. Inga underarter finns listade i Catalogue of Life.